# تانديانس (أنغلزي)
تانديانس (بالإنجليزية: Tandinas)‏ هي منطقة سكنية تقع في ويلز في أنغلزي. اني عبد الوهاب فؤاد من مواليد 2004 سكني في بغداد واعمل كصانع محتوى